# Галеацо Малатеста
Галеацо Малатеста (на италиански: Galeazzo Malatesta, l'inetto; * 1385, Пезаро, Папска държава; † 1461, Флоренция, Флорентинска република) от рода Малатеста, е политик и италиански кондотиер, господар на Пезаро (1429 – 1231 и 1243 – 1445) и Фосомброне.

## Произход
Той е най-големият син на Малатеста IV Малатеста (1370 – 1429), сеньор на Пезаро (1381 – 1429), Фосомброне, Фрата Тодина, Градара, Йези, Тоди, Нарни, Орте и Акуаспарта, и на съпругата му Елизабета Да Варано (1367 – 1405). По бащина линия е внук на Пандолфо II Малатеста, кондотиер и подест на Пезаро, и на Паола Орсини, а по майчина – на Родолфо II Да Варано ди Камерино. Има трима братя и две сестри:
- Карло II (1390 – 1438), господар на Пезаро, съпруг на Витория Колона
- Пандолфо (1390 – 1441), архиепископ на Патра (1424 – 1441)
- Галеото II (1398 – 1414), неженен
- Паола (1393 – 1449), маркграфиня на Мантуа като съпруга на Джанфранческо I Гонзага
- Клеофа († 1433), деспотина на Морея като съпруга на Теодор II Палеолог, брат на византийския император Константин XI Палеолог.

## Биография
Първото военно начинание на Галеацо датира от 1413 г., когато, следвайки баща си, той се опитва да пробие портите на Каподимонте, квартал на Анкона, но е отблъснат от защитниците. През 1416 г. той участва в битката при Сант'Еджидио редом с братовчед си Карло I Малатеста. В края на тази битка и двамата са пленени.
Освободен от плен в Сант'Еджидио, той отново следва баща си в различни експедиции до 1429 г., когато баща му умира и Галеацо го наследява като подест на Пезаро.
През 1430 г. той подкрепя военно бунтовниците от Римини срещу техния господар, а също и свой роднина, Сиджизмондо Пандолфо Малатеста. През 1431 г. е изгонен от Пезаро заедно с брат си Карло от местните жители заради лошото си управление, подбудени от папските сили, и се укрива във Венеция. След поредица от битки срещу папските сили, последните му връщат властта над Пезаро през 1433 г.
През 1441 г. наема Федерико III да Монтефелтро да защити Пезаро и Фосомброне, атакувани от братовчед му Сиджизмондо Пандолфо, който има намерение да завземе владенията му. Атаката не е успешна, защото вражеските войски са блокирани от защитниците.
Галеацо, постоянно заплашван от Римини и затънал в дългове, натрупани от наемането на различни наемници, тъй като самият той не се занимава с военно дело, през 1444 г. продава Пезаро на Франческо Сфорца за 20 000 флорина, а през 1445 г. Фосомброне на Федерико да Монтефелтро за 13 000 флорина. Това предизвиква гнева на господаря на Римини и на Светия престол, който отлъчва от Църквата Галеацо за продажбата на две от неговите владения.
През 1448 г. той сключва мир с братовчедите си Сиджизмондо Пандолфо и Доменико Малатеста, които го подтикват да атакува Пезаро. Опитът да атакува новата власт на Сфорца не се увенчава с успех, тъй като се намесват флорентинците.
Галеацо се оттегли във Флоренция; той вече е мъртъв на 18 юли 1454 г.

## Брак и потомство
Жени се два пъти:
∞ 1. 14 юни 1405 г. за Батиста да Монтефелтро (* ок. 1384, Урбино, Херцогство Урбино; † 1448, Фолиньо), дъщеря на граф Антонио II да Монтефелтро, от която има една дъщеря:
- Елизабета Малатеста (* 1407, Пезаро; † 1477), ∞ 1422 за Пиерджентиле да Варано (* 1400, † 1433), господар на Камерино, от когото има 1 син и 3 дъщери

∞ 2. 20 юли 1449 за Мария Мадалена де Медичи, дъщеря на Камбио ди Пиерино де Медичи, от която няма деца.
От Джована Тереза де Абела Монтаперто, дъщеря на Николò III Монтаперто и Джакома Гаетани, има един извънбрачен син и две извънбрачни дъщери:
- Малтозело Малатеста (* 1437, † 1507)
- Еридеа Малатеста (* 1439, † 1493), метреса на Сиджизмондо Пандолфо Малатеста; ∞ ок. 1459 за Джироламо Дандоло от Венеция
- Лукреция Малатеста (* 1441), ∞ за Риналдо Ричардели